# Шатонеф ди Пап
Шатонеф ди пап (фр. Châteauneuf-du-Pape) насеље је и општина у Француској у региону Прованса-Алпи-Азурна обала, у департману Воклиз која припада префектури Авињон.
По подацима из 2011. године у општини је живело 2159 становника, а густина насељености је износила 83,52 становника/km². Општина се простире на површини од 25,85 km². Налази се на средњој надморској висини од 117 метара (максималној 130 m, а минималној 20 m).

## Демографија
| 1962. | 1968. | 1975. | 1982. | 1990. | 1999. | 2011. |
| ----- | ----- | ----- | ----- | ----- | ----- | ----- |
| 1.948 | 2.159 | 2.113 | 2.060 | 2.062 | 2.078 | 2.159 |

График промене броја становника у току последњих година